# Día de muertos (película de 2019)
Día de muertos (titulada: Salma y su gran sueño en Venezuela y España) es una película mexicana de 2019 perteneciente al género de animación y aventuras, producida por el estudio Metacube Entertainment fue dirigida por Carlos Gutiérrez Medrano y escrita por Juan José Medina.

## Argumento
Durante el México posrevolucionario en el pueblo de Santa Clara, vive Salma, una huérfana de 16 años que nunca conoció a sus padres biológicos. La única historia que le han contado toda su vida es que la abandonaron. 
Salma ha pasado la mayor parte de su vida dedicada a buscar pistas sobre la identidad de sus padres y su paradero con poca o ninguna suerte, hasta que descubre un libro especial que está lleno de historias de Santa Clara y la historia de su gente. Con este nuevo libro especial, Salma se embarca en una aventura con sus dos hermanos adoptivos, valientes y conmovedores, Jorge y Pedro, para encontrar los eslabones perdidos con la herencia de su familia, con la esperanza de conocer finalmente a sus padres perdidos hace mucho tiempo.

## Reparto
- Fernanda Castillo como Salma.[3]
- Alan Estrada como Jorge.
- Memo Aponte como Pedro.
- Raúl Anaya como Morlett.
- Magda Giner como Doña Sara.
- Dan Osorio como Fernandéz.
- Cony Madera como Carmen.
- Polo Rojas como Nepomuceno.
- Mauricio Pérez como Calaveritas.
- Bruno Coronel como Julián.
- Karla Falcón como Left Eye.

## Desarrollo
El desarrollo de Día de muertos se inició en el año 2012 para un estreno a finales del mismo año. Día de muertos se estrenó en los cines de México el día 1 de noviembre del año 2019. La película fue creada con la intención de servir a la causa para conocer el Día de los muertos.

## Lanzamiento
Día de muertos se estrenó en los cines de México el día 1 de noviembre del año 2019.
Poco después del estreno de la película salieron a la luz varias denuncias de agresión sexual por parte de Memo Aponte, quien le da voz a uno de los protagonistas de la película, por lo que se llamó a un boicot en contra de la cinta.

## Recepción
Día de muertos recibió críticas generalmente negativas tanto de la crítica especializada como del público. A pesar de ello la película contó con un alto número de ingresos en taquilla.